# Großsteingrab Großrolübbe
Das Großsteingrab Großrolübbe ist eine megalithische Grabanlage der jungsteinzeitlichen Trichterbecherkultur bei Großrolübbe im Kreis Plön in Schleswig-Holstein. Es trägt die Sprockhoff-Nummer 217. Die Anlage wurde 1952/53 stark beschädigt. Eine archäologische Nachuntersuchung im Jahr 1955 erbrachte nur wenige Ergebnisse.

## Lage
Das Grab befindet sich nordwestlich von Großrolübbe auf einem Feld. 2,9 km südwestlich liegen die Großsteingräber bei Flehm.

## Beschreibung
Die stark zerstörte Anlage besitzt ein nordwest-südöstlich orientiertes Hünenbett mit einer Länge von etwa 20 m. Am Südostende befindet sich die Grabkammer, bei der es sich um einen Dolmen handelt. Es sind nur noch zwei Wandsteine und zwei Decksteine erhalten. Das ursprüngliche Aussehen der Kammer konnte auch durch die Grabung nicht rekonstruiert werden. Die einzigen Funde aus der Kammer waren zwei Feuerstein-Messer.